# منطقه آزاد ارس
منطقه آزاد تجاری-صنعتی ارس در استان آذربایجان شرقی (شهرستان‌ جلفا) و شمال غرب ایران واقع شده‌است. بنا بر ارزیابی‌های صورت گرفته از سوی دبیرخانه شورای عالی مناطق آزاد ایران، منطقه آزاد ارس، پس از منطقه آزاد کیش، دومین منطقه آزاد توسعه یافته و در حال رشد کشور است.
 

این منطقه که در مجاورت دو کشور جمهوری آذربایجان و ارمنستان قرار گرفته، دارای وسعت ۵۱٬۰۰۰ هکتار است. منطقهٔ آزاد ارس در نزدیکی شهر تبریز -که یکی از قطب‌های عمدهٔ دانشگاهی و صنعتی ایران است- قرار داشته و با شهر تهران نیز ۷۶۱ کیلومتر فاصله دارد.

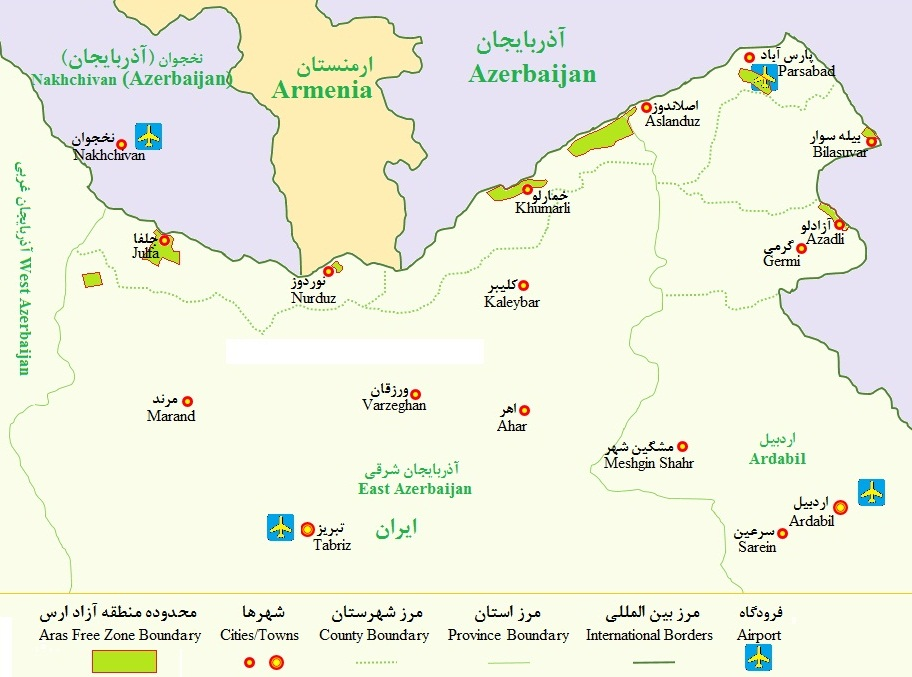
نقشه منطقه آزاد تجاری-صنعتی ارس

منطقه آزاد ارس شامل ۷ بخش گسسته از هم و به مرکزیت شهر جلفا است:
1. بخش آزاد جلفا
2. بخش آزاد نوردوز
3. بخش آزاد خدافرین
4. بخش آزاد یامچی
5. بخش آزاد مغان
6. بخش آزاد بیله سوار
7. بخش آزاد گرمی

شهر جلفا به عنوان مرکز این ناحیه صنعتی-تجاری، در زمینه تجاری و گمرکی دارای پیشینه‌ای صد ساله بوده و مرز مشترک ایران و جمهوری خودمختار نخجوان در شهر جلفا به عنوان پرترددترین مرز مسافری ایران، پس از فرودگاه‌های تهران مطرح است.
در تاریخ 11خرداد1401 طی حکمی دکتر مجید کیانی را به عنوان مدیرعامل سازمان منطقه آزاد تجاری ـ صنعتی ارس منصوب شد.

## سازمان منطقه آزاد تجاری-صنعتی ارس
این سازمان براساس مصوبهٔ مجلس شورای اسلامی در ۲ شهریور ۱۳۸۲ برای شتاب بخشیدن به توسعه اقتصادی منطقه تأسیس شد. بر اساس مصوبه مجلس هفتم وسعت منطقه آزاد ارس در محدوده شهرستان جلفا ۲۰ برابر شد. بر اساس مصوبه مجلس نهم شهر هادیشهر و شهرک جانلو و قلی بگلو از توابع شهرستان‌های کلیبر و خداآفرین به محدوده منطقه آزاد ارس افزوده شد.

## جغرافیا

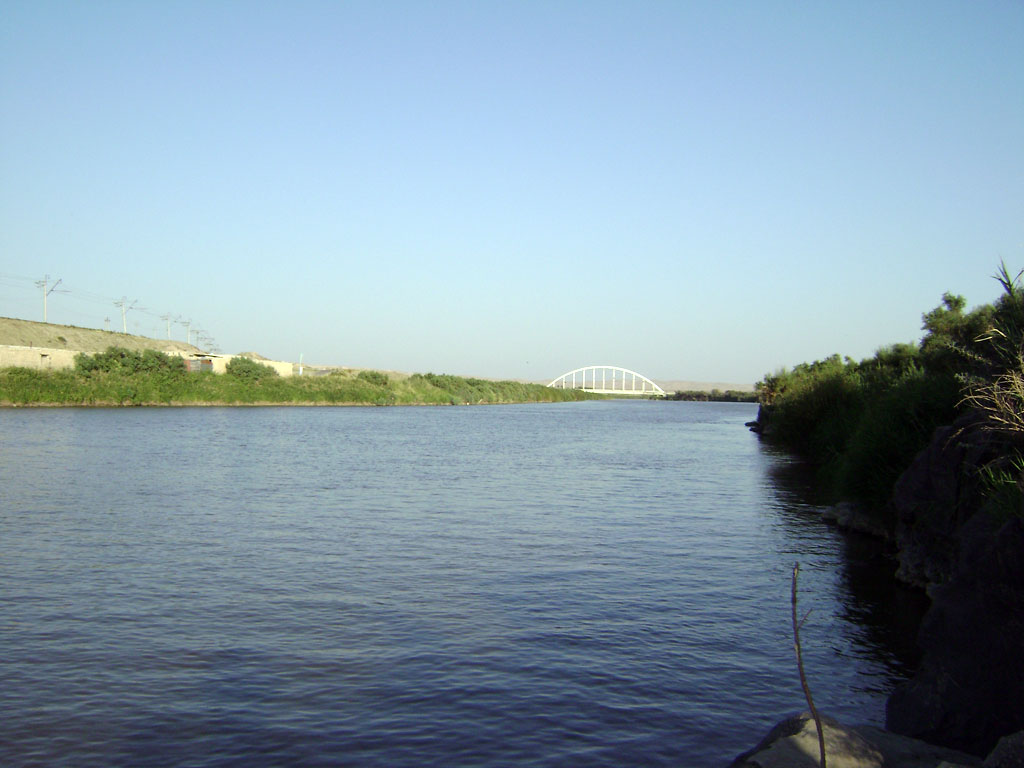
رود ارس، منطقهٔ مرزی پلدشت

منطقه آزاد ارس با مرکزیت جلفا در شمال غرب ایران واقع شده و در حاشیه رود ارس قرار گرفته‌است. رود ارس، مرز کشور ایران را با کشورهای جمهوری آذربایجان (جمهوری خودمختار نخجوان) و ارمنستان تشکیل می‌دهد. این منطقه تجاری-صنعتی در بین دو منطقه حفاظت‌شده کیامکی و ارسباران قرار گرفته‌است. منطقه آزاد ارس در ۱۳۷ کیلومتری تبریز -که به عنوان قطب شمال غرب و دومین شهر صنعتی ایران شناخته می‌شود- واقع شده‌است.
این منطقه با وسعت ۷۱ هزار و ۸۰۰ هکتار و در مجاورت شهرهایی مانند تبریز، خوی و اصلاندوز، به‌عنوان قطب صنعتی، کشاورزی و گردشگری شناخته می‌شود.
اراضی این منطقه شامل ۹٬۷۰۰ هکتار از اراضی منطقه می‌شد که براساس مصوبه جدید هیئت سازمان منطقه آزاد ارس در ۱۴ آذر ۱۳۸۷، محدوده این منطقه به ۵۱٬۰۰۰ هکتار شامل بخشهایی از ۲ شهرستان جلفا و کلیبر افزایش یافت. این محدوده ابلاغی در بخش متصل، محدوده اصلی را از ۹٬۷۰۰ هکتار به ۲۰٬۵۰۰ هکتار افزایش داده‌است و در ۳ بخش منفصل نیز قسمتی از شهرستان کلیبر به وسعت ۲۴٬۰۰۰ هکتار (موسوم به قلی بیگ‌لو) و اراضی اطراف سد خداآفرین به وسعت ۶٬۱۰۰ هکتار و محدوده گمرک نوردوز (مرز ایران با ارمنستان) به وسعت ۲۴۰ هکتار جمعاً به وسعت ۵۱٬۰۰۰ هکتار کل محدوده منطقه آزاد ارس را تشکیل می‌دهد.

## آب و هوا

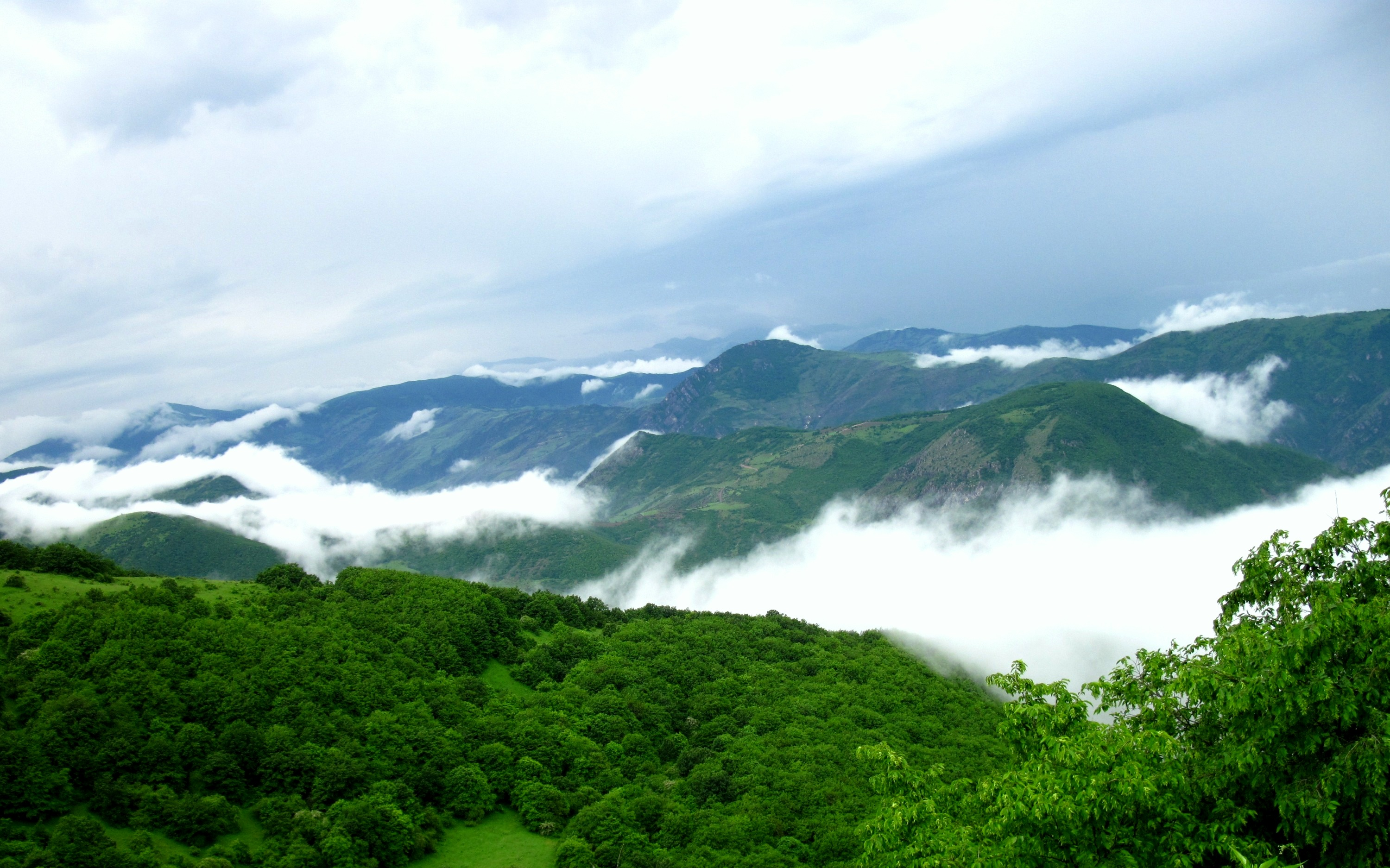
نمایی از جنگل‌های مه‌آلود ارسباران در منطقه آزاد ارس.

این منطقه، در ناحیه نیمه خشک و نیمه سرد شمال غرب ایران قرار دارد. بارش سالیانه در آن‌جا در حدود ۲۲۵ تا ۴۰۰ میلی‌لیتر در سال بوده و دمای میانگین آن تقریباً ۱۵ درجه سلسیوس است. در جلفا، حدود ۵۰ روز از سال به عنوان روز سرد در نظرگرفته شده‌است. این ناحیه صنعتی-تجاری در محدوده کوه‌های بلندی که اقلیم نسبتاً سردی دارند، واقع شده‌است.

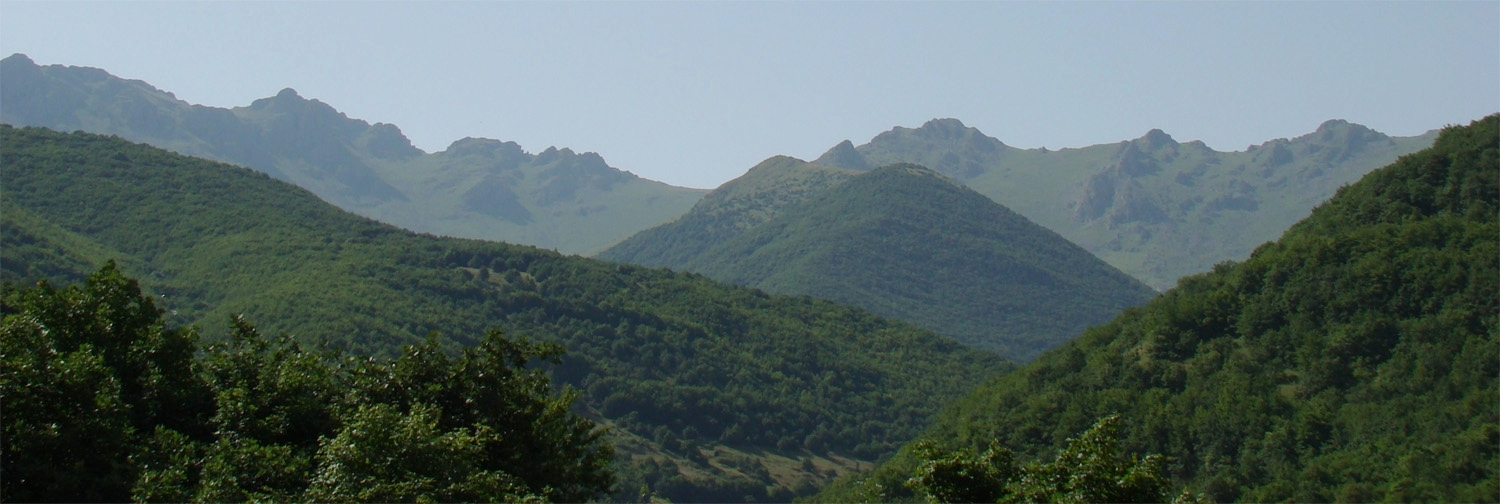
نمایی از جنگل‌های ارسباران در منطقه آزاد ارس.

## اماکن دیدنی

### آبشار آسیاب خرابه

آبشار آسیاب‌خرابه.

در ۳۰ کیلومتری شرق جلفا، آبشار آسیاب‌خرابه واقع شده‌است که ارتفاعی بیش از ۳۰ متر داشته و یک غار آهکی با طاقدیسها و ناودیسهایی در آن شکل گرفته که بر اثر ممارست در دل سنگ ایجاد شده‌است. درون این آبشار، بقایای یک آسیاب آبی متعلق به دوران قاجار هم وجود دارد که نام این آبشار را از آن برداشته‌اند.

### کاروانسرای خواجه نظر
در ۵ کیلومتری غرب جلفا در کنار پاسگاه مرزی عباسی، کاروانسرای خواجه نظر قرار گرفته‌است که یکی از ۹۹۹ بنایی است که شاه عباس صفوی برای آسایش و امنیت کاروان‌ها و مردم احداث کرده‌است.

### کلیسای سنت استپانوس

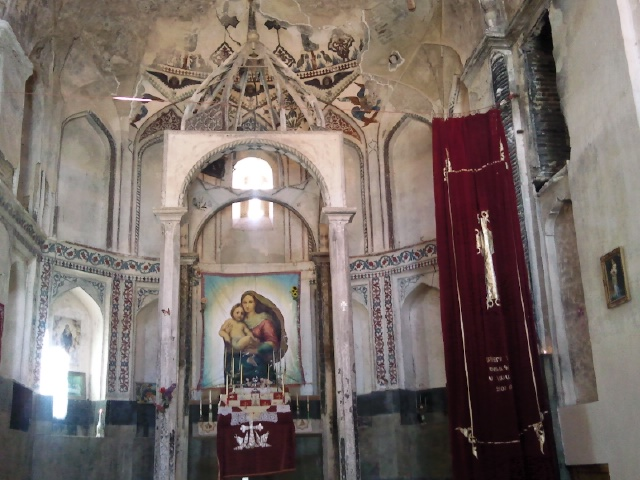
نمای داخلی کلیسای استفانوس مقدس.

کلیسای سنت استپانوس، در ۱۷ کیلومتری غرب جلفا و در فاصله ۳ کیلومتری کرانه جنوبی رود ارس، در محلی به نام قزل وانک واقع شده و به عنوان دومین کلیسای مهم ارامنه ایران پس از قره کلیسا مطرح است. تاریخ بنای این کلیسا به سده نهم میلادی می‌رسد. این کلیسا، در فهرست میراث جهانی یونسکو ثبت شده‌است.

### نمازخانه چوپان
این نمازخانه، در ۱۰ کیلومتری غرب جلفا در میان کوه‌های سربی سرخ رنگ قرار گرفته‌است و تاریخ احداث آن را ۱۵۱۸ میلادی گفته‌اند. برخی مردم محلی به این بنا «کلیسای چوپان» هم می‌گویند.

### رود ارس
یکی از مهم‌ترین جاذبه‌های این منطقه، رود ارس است که در زبان محلی به آن «آراز» گفته می‌شود. این رود از کوه‌های بینگول در ترکیه سرچشمه می‌گیرد. طبیعت سبز، جزیره‌ها، پرنده‌ها و کوه‌های سبز و سر به فلک کشیدهٔ اطراف رود ارس، بر جاذبهٔ آن برای گردشگران افزوده‌است. این رودخانه در نواز مرزی شمال‌غرب کشور واقع شده‌است.

### پل ضیاء الملک
پل ضیاء الملک، در ۶ کیلومتری غرب جلفا در کنار پاسگاه مرزی عباسی قرار گرفته‌است. این پل قبل از میلاد و در زمان اورارتوها بنا شده و بعدها توسط ضیاءالملک نخجوانی مرمت گردیده‌است. ارتفاع پل‌های برج ۲۰ و عمق آن در ۱۰ متر بوده و قطر آن به ۶٫۵ متر می‌رسد.

### آتش‌فشان کیامکی
کوه کیامکی در ۱۰ کیلومتری جنوب جلفا به ارتفاع ۳٬۳۴۷ متر واقع شده‌است. این کوه یک آتش‌فشان خاموش است که اکنون پناهگاه حیوانات وحشی بسیاری از جمله یوزپلنگ، گوزن و بز وحشی است. کوه کیامکی در تمام ایام سال میزبان کوه‌نوردان و علاقه‌مندان طبیعت است.
در همین سرزمین «پناه‌گاه‌های حیات وحش کیامکی» و «منطقه حفاظت شده ارسباران» زیستگاه گونه‌های جانوری مانند آهو، مارال، قوچ و میش ارمنی و بز، پلنگ، خرس قهوه‌ای و گونه‌هایی از پرندگان مانند سیاه خروس، کبک، عقاب طلایی، اردک، حواصیل، قار، بوتیمار، قرقاول، طرلان، بالابان و پوشش گیاهی افرا، نسترن، بید، زرشک، گردو و گیاهان مرتعی و دارویی است.

### سد خداآفرین
در مسیر رود ارس، سه سد بزرگ احداث شده‌است که عبارتند از سد ارس، سد خداآفرین و سد میل‌مغان که از میان آن‌ها، خداآفرین بزرگ‌تر بوده و امکان ماهی‌گیری و قایقرانی در آن وجود دارد.

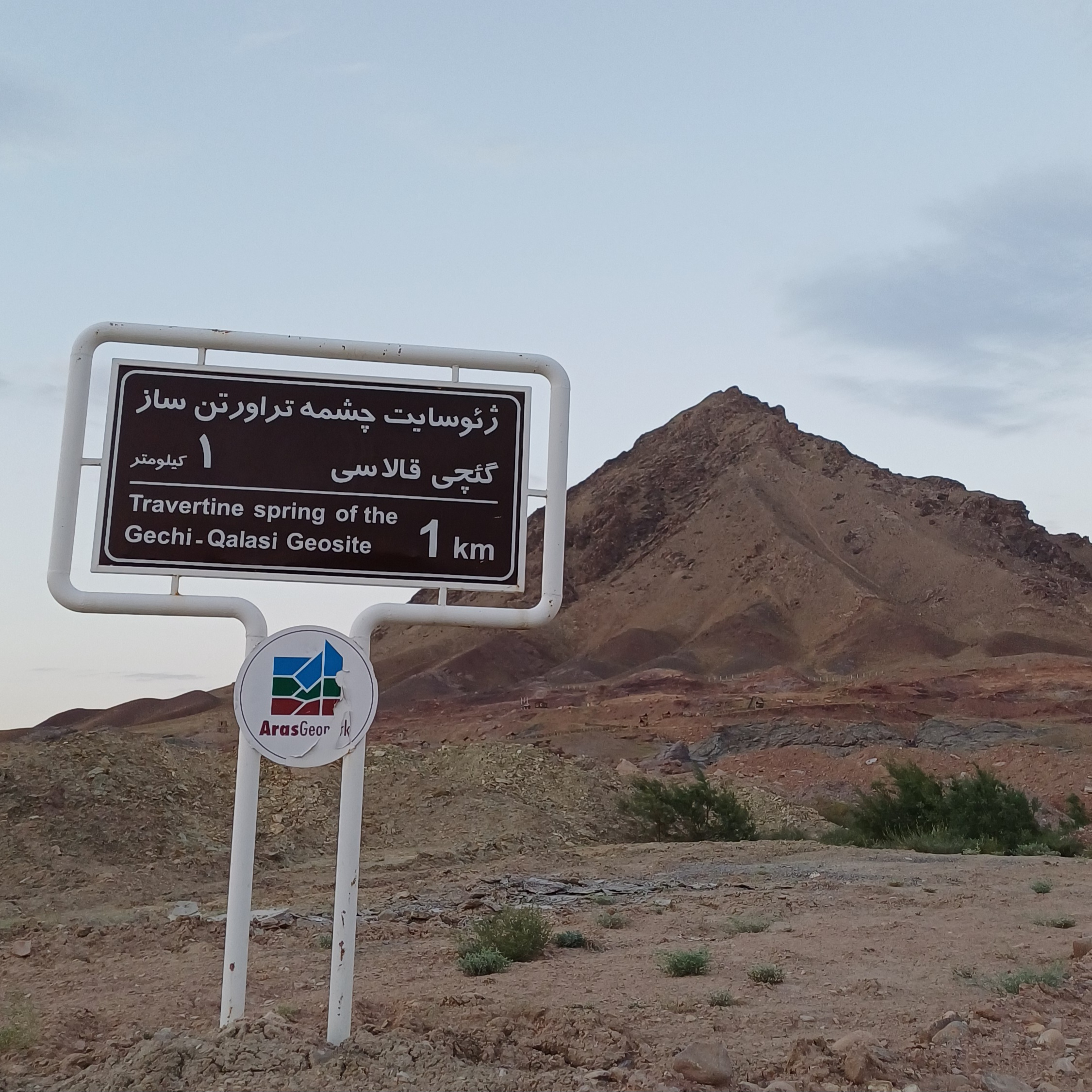

## سرمایه‌گذاری
برای تشویق سرمایه‌گذاران، مزایای قانونی زیر برای سرمایه‌گذاری در این منطقه در نظر گرفته شده‌است:
- معافیت مالیاتی ۲۰ ساله از تاریخ بهره‌برداری برای انواع فعالیت‌های اقتصادی
- معافیت از عوارض گمرکی و سود بازرگانی برای واردات مواد اولیه و ماشین‌آلات
- امکان صدور کالای تولیدشده با رعایت قوانین ارزش افزوده به داخل کشور
- صدور کالای تولیدشده به خارج از کشور با کمترین تشریفات
- ترانزیت و صادرات مجدد کالاهای خارجی با کمترین تشریفات
- آزادی ورود هر نوع کالا به استثنای کالاهای مغایر با شرع اسلام
- تضمین حقوق قانونی سرمایه‌گذاران خارجی در برابر تملک و ملی شدن
- امکان هر گونه فعالیت اقتصادی برای سرمایه‌گذاران خارجی
- ثبت شرکت‌ها توسط خود سازمان منطقه آزاد
- امکان سرمایه‌گذاری ۱۰۰ درصد خارجی، بدون مشارکت ایرانی
- عدم نیاز به روادید برای ورود و خروج اتباع خارجی

۲۲ شرکت خارجی در ارس فعال بوده و بیش از ۱۰۰ نفر از اتباع خارجی کشورهای ترکیه، کره جنوبی، هندوستان، ارمنستان، چین و قزاقستان فعالیت‌های اقتصادی و تجاری انجام می‌دهند.
وجود منطقه گلخانهای و دشت‌های حاصلخیز گردیان و گلفرج که با همکاری وزارت جهاد کشاورزی ساخته شده، زمینه حضور سرمایه‌گذاران را در عرصه کاشت محصولات هیدروپنیک و زراعی و باغی فراهم کرده‌است. همچنین بزرگ‌ترین شهرک گلخانه‌ای ایران با مساحت ۱۴۰ هکتار در ارس در حال ساخت بوده که ۵۲ هکتار از این مجتمع گلخانه‌ای به فارغ‌التحصیلان و سرمایه‌گذاران ایرانی، هلندی و ترکیه‌ای واگذار شده‌است.
افزون بر این یک مجتمع پالایشگاهی با ظرفیت تولید سالانه ۱۸۴ هزار تن بنزین، نفت سفید، گازوئیل و مازوت با سرمایه‌گذاری ۵۰ میلیون دلاری بخش خصوصی راه‌اندازی شده‌است. یک نیروگاه سیکل ترکیبی ۵۰۰ مگاواتی نیز با مشارکت سرمایه‌گذاران خارجی در این منطقه در حال ساخت است.

## امکانات و متعلقات
منطقه آزاد ارس دارای امکاناتی از قبیل راه‌آهن و جاده، شبکه برق، آبیاری و شبکه توزیع آب، شبکه توزیع گاز، شبکه مخابراتی، فیبر نوری، اینترنت بی‌سیم، شعبات و دفاتر بانک‌ها و شرکت‌های بزرگ بیمه، پایانه‌های مرزی، انبارهای گمرکی، فرودگاه پارس‌آباد و فرودگاه (تبریز)، دفاتر دولتی و اداری، هتل، متل، هتل آپارتمان و رستوران است.

### تاکسی هوایی
برای نخستین بار در ایران، تاکسی هوایی (به انگلیسی: Air taxi) بین تبریز و منطقه آزاد ارس راه‌اندازی شده‌است. این امکان برای تردد سرمایه‌گذاران و گردشگران به این منطقه در زمان ۴۰ دقیقه به وجود آمده که بر این اساس در باند تازه تأسیس منطقه آزاد ارس در جوار دشت گلفرج، دو فروند هلیکوپتر فراهم شده‌است.

### دانشگاه‌ها و مراکز آموزش عالی
این منطقه دارای ۵ دانشگاه بین‌المللی است که ۴ هزار دانشجو در مقاطع کارشناسی ارشد، دکتری و پی‌اچ‌دی در آن‌ها مشغول به تحصیل هستند. این دانشگاه‌ها عبارتند از:
- پردیس بین‌المللی ارس دانشگاه تهران
- پردیس بین‌المللی ارس دانشگاه تبریز
- شعبه بین‌المللی ارس دانشگاه علوم پزشکی تبریز
- دانشگاه آزاد اسلامی واحد بین‌المللی جلفا
- شعبه بین‌المللی دانشگاه پیام نور جلفا

## پلاک اختصاصی برای خودروهای وارداتی

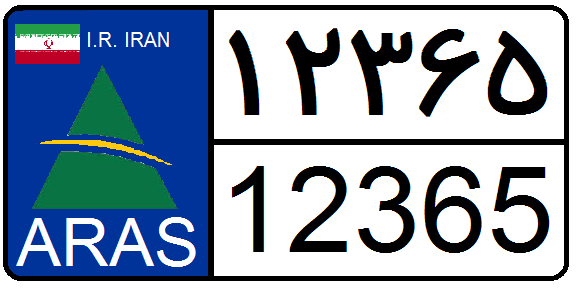
نمونه‌ای از پلاک ویژه منطقه آزاد ارس.

برای خودروهای وارداتی که قصد تردد در منطقهٔ آزاد ارس را داشته باشند، پلاک ویژه‌ای نصب می‌شود. این پلاک، مختص خودروهای خارجی است که بدون پرداخت عوارض، وارد محدوده منطقه آزاد ارس شده و تا شعاع ۱۳۵ کیلومتری و مرکز استان (تبریز) امکان تردد دارند که قرار است، این محدودیت تردد برای این خودروها در آینده برداشته شود.
با شماره‌گذاری و صدور پلاک اختصاصی منطقه آزاد ارس کلیه «خودروهای سواری» با رعایت ضوابط ایمنی و زیست‌محیطی با کاربری «عمومی»، «باری» و «مسافربری» حداکثر ۲ سال و کلیه وسایط نقلیه «شخصی سواری» با حداکثر عمر ۱ سال و حداقل قیمت ۸ هزار دلار می‌توانند در محدوده تعیین شده تردد نمایند.

## رشد منطقه آزاد ارس در صنعت کشاورزی
منطقه آزاد ارس به دلیل دارا بودن شرایطی چون:
آب فراوان در رودخانه ارس با دبی متوسط 250 مترمکعب در ثانیه، آب‌وهوای مناسب، نزدیکی به تولیدکنندگان حاشیه ارس و دشت‌های مجاور، نزدیکی به بازارهای مصرف در کشورهای اروپائی و منطقه قفقاز، کافی بودن وسعت اراضی و... درزمینه کشاورزی پیشرفت زیادی داشته است.
این منطقه در بخش کشاورزی کشت گلخانه‌ای روزبه‌روز در حال پیشرفت است و پیش‌بینی می‌شود تا سال آینده ارس قطب تولید محصولات گلخانه‌ای کشور شود.  
امروزه استفاده بهینه از عوامل تولید و امکانات موجود برای افزایش بازده تولید با استفاده از آخرین دستاوردهای نوین فنی و فن‌آوری‌های جدید در صدر اهداف کشاورزی مدرن قرار دارد. در این میان گلخانه‌ها و کشت گلخانه‌ای به‌عنوان راهکاری برای کنترل عوامل تأثیرگذار محیطی همچون تغییرات دمایی، جلوگیری از پدیده‌های سرمازدگی، گرمازدگی و ... از یک‌سو و استفاده بهینه از خاک و آب و کاربرد مناسب کود و سموم از سوی دیگر از دیرباز موردتوجه جوامع مختلف کشاورزی قرارگرفته و در این راستا طی دهه‌های اخیر از پیشرفت‌های قابل‌توجهی نیز برخوردار بوده است.
مجتمع گلخانه‌ای جلفا به وسعت 140 هکتار اراضی دشت گلفرج شهرستان جلفا واقع در محدوده يك منطقه آزاد ارس می‌باشد. این اراضی در جنوب غربی شهر جلفا واقع‌شده و ازنظر موقعیت جغرافیایی در شمال غرب ايران قرار دارد.
مجتمع گلخانه‌ای جلفا به تعداد 101 واحد گلخانه، به مساحت هر سالن گلخانه‌ای معادل 3008 مترمربع سالن سرپوشيده و با سيستم كشت هيدروپونيك و كاملاً مكانيزه بوده كه با هزينه 40 ميليارد ريالي دولت جهت تأمین زیرساخت‌ها بزرگ‌ترین مجتمع گلخانه‌ای كشور بوده كه آماده واگذاري به فارغ‌التحصیلان اين بخش و سرمایه‌گذاران داخلي و خارجي می‌باشد.
بخش مهمی از صادرات کشاورزی منطقه آزاد ارس از تولیدات گلخانه‌ای است. وجود ۱۴۰ هکتار سایت گلخانه‌ای در منطقه و فعالیت ۴۱ واحد گلخانه‌ای نشان بر اهمیت این صنعت در منطقه و موفقیت روزافزون آن دارد.
بخش کشاورزی ارس نیز در کنار بخش صنعت، همچنان به روند رو به رشد خود ادامه می دهد و به خصوص در حوزه گلخانه‌ها، شاهد این هستیم که منطقه آزاد ارس به قطب گلخانه داری کشور تبدیل شده است.